# المعهد التحضيري للدراسات الهندسية بنابل

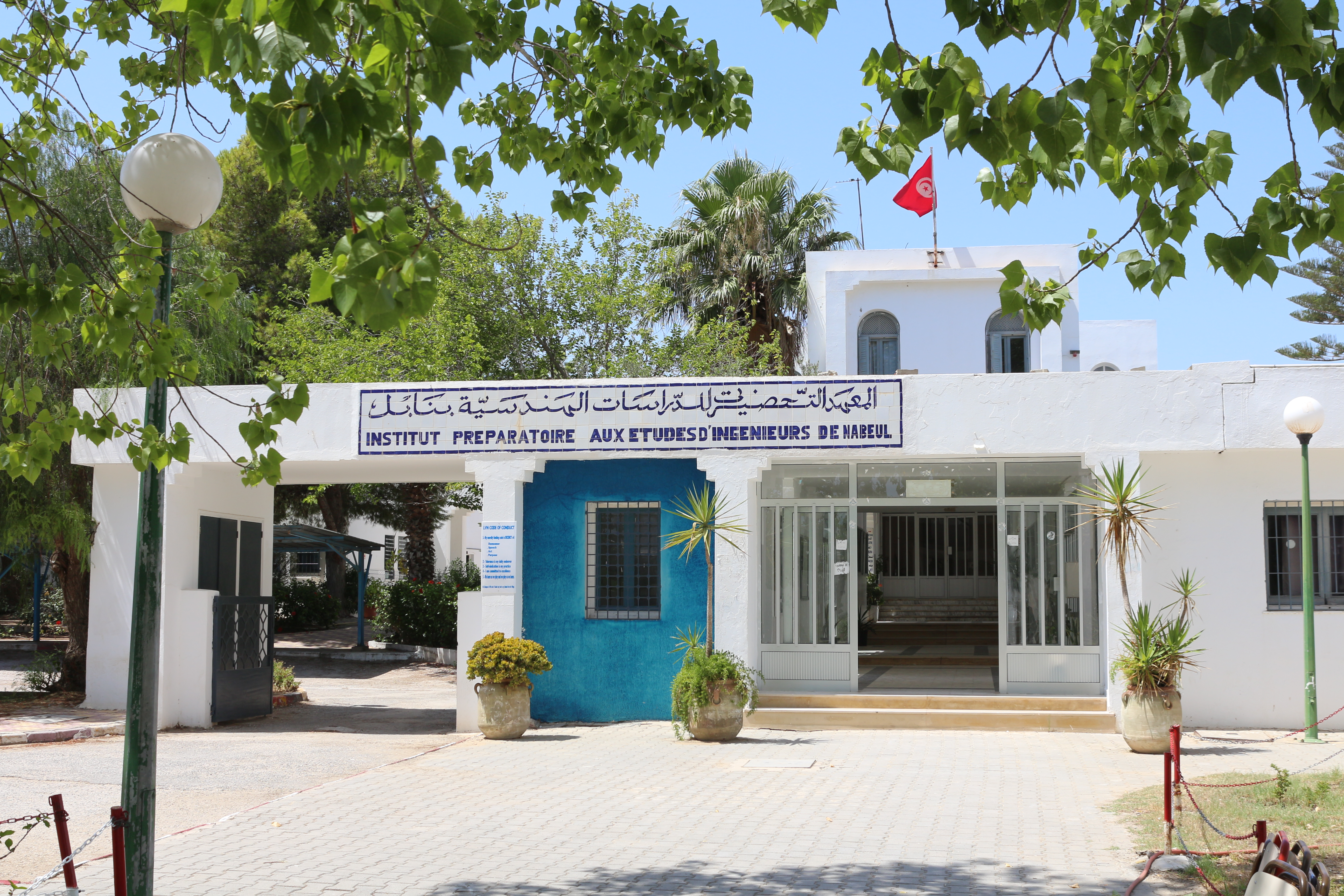

المعهد التحضيري للدراسات الهندسية بنابل هو مؤسسة عمومية تونسية للتعليم العالي في ميدان البيوتكنولوجيا تابع لوزارة التعليم العالي والبحث العلمي والتكنولوجيا.

## وصلة خارجية
موقع المعهد التحضيري للدراسات الهندسية بنابل.